# ヴィクター・ウォン
ヴィクター・ウォン（Victor Wong、中国名:黃自強、1927年7月30日 - 2001年9月12日）はアメリカ合衆国カリフォルニア州サンフランシスコ出身の俳優。

## 来歴
サンフランシスコのチャイナタウンに生まれる。カリフォルニア大学バークレー校でジャーナリズムを学んだ後、シカゴ大学で神学を、San Francisco Art Instituteでマーク・ロスコに師事し、パフォーマンス・アートを学ぶ。サンフランシスコのテレビ局でニュースキャスターとなるが、俳優を志し舞台からそのキャリアをスタートさせた。

### 俳優活動
舞台活動では地元のアジア系の劇団を経て、ニューヨークの舞台などへも出演。1980年、地元サンフランシスコにおいてアジア系演劇集団の Asian American Theater Companyによる演目『Paper Angels』などへの出演で成功を収めた後に、1985年にウェイン・ワン監督の『Dim Sum: A Little Bit of Heart』では主役に抜擢。同作品は1986年の英国アカデミー賞・外国映画部門にノミネートされ、ウォン自身もこの作品への主演を機に、コメディアンとして人気が絶頂だったエディ・マーフィ主演の『ゴールデン・チャイルド』に出演したほか、ジョン・カーペンター監督の『ゴーストハンターズ』やベルナルド・ベルトルッチ監督の歴史映画『ラストエンペラー』など数々の話題作へ出演している。1997年には、『セブン・イヤーズ・イン・チベット』でブラッド・ピットとも共演した。

### 私生活・死去
二度に及ぶ脳梗塞により、俳優業を1998年に引退。2001年9月12日、心不全で亡くなった。ウォンはそれまで何度か発作を起こしていたが、911テロの直後、ニューヨークに住む二人の息子を気遣い、2日の間眠らずにニュースを見ていたことが一つの要因となったのではと言われている。

## 主な出演作品

### 映画
| 公開年 | 邦題 原題                                                                         | 役名                   | 備考       |
| ------ | --------------------------------------------------------------------------------- | ---------------------- | ---------- |
| 1982   | ワン・フロム・ザ・ハート Nightsongs                                               | 役名不明               |            |
| 1985   | イヤー・オブ・ザ・ドラゴン Year of the Dragon                                     | ハリー・ヤン           |            |
| 1986   | ゴールデン・チャイルド The Golden Child                                           | 老師                   |            |
| 1986   | ゴーストハンターズ Big Trouble in Little China                                    | エッグ・シェン         |            |
| 1986   | 上海サプライズ Shanghai Surprise                                                  | ホー・チョン           |            |
| 1987   | ラストエンペラー The Last Emperor                                                 | チェン・パオ・シェン   |            |
| 1987   | パラダイム Prince of Darkness                                                     | ハワード・ビラック教授 |            |
| 1989   | 夜明けのスローボート Eat a Bowl of Tea                                            | ワー・ゲイ             |            |
| 1989   | 命は安く、トイレットペーパーは高い Life Is Cheap... But Toilet Paper Is Expensive | 盲目の男               |            |
| 1990   | トレマーズ Tremors                                                                | ウォルター             |            |
| 1990   | 禁断のメロディ Forbidden Nights                                                   | ホー                   | テレビ映画 |
| 1991   | ミステリー・デイト Mystery Date                                                   | 管理人                 |            |
| 1992   | クロオビキッズ 3 Ninjas                                                           | おじいちゃん           |            |
| 1992   | アイス・ランナー The Ice Runner                                                   | フィオドア             | テレビ映画 |
| 1993   | ジョイ・ラック・クラブ The Joy Luck Club                                          | チョン                 |            |
| 1994   | クロオビキッズ/日本参上! 3 Ninjas Kick Back                                       | モリ・シンタロウ       |            |
| 1995   | クロオビキッズ/夏休み決戦! 3 Ninjas Knuckle Up                                    | おじいちゃん           |            |
| 1995   | ヘンリエッタに降る星 The Stars Fell on Henrietta                                  | ヘンリー・ナカイ       |            |
| 1995   | ジェイド Jade                                                                     | ウォン氏               |            |
| 1997   | セブン・イヤーズ・イン・チベット Seven Years in Tibet                             | アンバン               |            |
| 1998   | クロオビ・キッズ/メガ・マウンテン奪回作戦 3 Ninjas High Noon at Mega Mountain     | おじいちゃん           |            |

### テレビドラマ
| 放映年 | 邦題 原題                                             | 役名               | 備考                    |
| ------ | ----------------------------------------------------- | ------------------ | ----------------------- |
| 1984   | アメリカン・プレイハウス American Playhouse           | ファン・レオン     | 1エピソード出演         |
| 1988   | 美女と野獣 Beauty and the Beast                       | ドクター・ウォン   | 1エピソード出演         |
| 1990   | ミッドナイトDJ Midnight Caller                        | フィル・ウォン     | 1エピソード、ゲスト出演 |
| 1994   | 騎馬警官 Due South                                    | クー               | 1エピソード出演         |
| 1996   | ポルターガイスト ザ・レガシー Poltergeist: The Legacy | リー・ツィン・スン | 1エピソード出演         |